# Оз: Великият и могъщият
„Оз: Великият и могъщият“ (на английски: Oz the Great and Powerful) е американско фентъзи/приключенски филм от 2013 г. на режисьора Сам Рейми, по сценарий на Дейвид Линдзи-Абайър и Мичъл Капнър, базиран на поредицата романи от Лиман Франк Баум и се развива 20 години преди събитията на оригиналния роман от 1900 г., филмът е прелюдия на филма от Метро-Голдуин-Майер – „Магьосникът от Оз“ през 1939 г. Във филма участват Джеймс Франко, Мила Кунис, Рейчъл Вайс, Мишел Уилямс, Зак Браф, Бил Кобс, Джоуи Кинг, Уилям Бок и Тони Кокс.
Премиерата на филма е на Театър „Ел Капитан“ на 14 февруари 2013 г., който е последван от генерално издание на 8 март 2013 г. във формати Disney Digital 3D, RealD 3D и IMAX 3D.

## Актьорски състав
| Актьор        | Роля                                    |
| ------------- | --------------------------------------- |
| Джеймс Франко | Оскар Дигс                              |
| Мила Кунис    | Тиодора                                 |
| Рейчъл Вайс   | Еванора                                 |
| Мишел Уилямс  | Глинда                                  |
| Зак Браф      | гласът на Финли                         |
| Бил Кобс      | Главният майстор                        |
| Джой Кинг     | Момиче в инвалидна количка / Чайна Гърл |
| Тони Кокс     | Нък                                     |

## Снимачен процес
Снимачният процес започна на 25 юли 2011 г.

## В България
В България филмът е пуснат на същата дата от „Форум Филм България“ в 3D и IMAX 3D.
През 2014 г. е излъчен за първи път по HBO.
На 30 април 2016 г. е излъчен по NOVA в събота от 20:00 ч.
През 2020 г. се излъчва и по FOX Life.
Дублажи
| Озвучаващи артисти  | Лина Златева Елисавета Господинова Нина Гавазова Васил Бинев Здравко Методиев Георги Георгиев-Гого |
| Преводач            | Ирина Ценкова                                                                                      |
| Тонрежисьор         | Стефан Дучев                                                                                       |
| Режисьор на дублажа | Димитър Кръстев                                                                                    |

| Преводач            | Любина Ковачева                                                        |
| Редактор            | Даниела Димитрова                                                      |
| Тонрежисьор         | Надежда Иванова                                                        |
| Режисьор на дублажа | Кирил Бояджиев                                                         |
| Озвучаващи артисти  | Даринка Митова Вилма Карталска Светломир Радев Борис Кашев Емил Емилов |